# نمل مجنون طويل القرون
النمل المجنون الطويل القرون أو النمل المجنون الأسود (Longhorn crazy ant) هو نوع من الحشرات الصغيرة الداكنة اللون من فصيلة النمل، وهو منتشر على نطاق واسع، في المناطق المدارية وشبه المدارية، وفي المباني السكنية في المناطق الأكثر اعتدالا،
مما يجعلها واحدة من أكثر أنواع النمل انتشارًا في العالم.